# 電玩e世代
《電玩e世代》是臺灣的電子遊戲雜誌，創刊於2002年6月20日，龍勇實業製作，銘顯文化發行，標榜其內容皆由遊戲公司同意授權刊載。由於其發行人井上龍平在日本打通人脈，使得在與遊戲廠商洽談授權的過程相當順利，進而成功取得信賴，並與臺灣動漫相關代理廠商取得授權，而且不論報導內容或是印刷品質都遠比盜版時期的電玩雜誌來優良許多，臺灣自製電玩雜誌正式進入版權時代。

## 歷史
- 2002年6月20日，《電玩e世代》開始試刊，試刊3期後正式創刊。
- 2002年7月11日，《電玩e世代》正式創刊。

並且重新印製套色錯誤的試刊2號，同時附在創刊號一併發行以示負責。
從第5期開始，取得日本Softbank出版集團的遊戲新聞授權支援。
- 2002年12月3日，第21期的年末三大主機特輯中，附錄由廠商協力提供的遊戲展示DVD。

此為臺灣電玩雜誌出版史上的首次創舉。
- 2003年10月24日，第65期東京電玩展特輯中，附錄了2003年東京電玩展的遊戲影片DVD。

並取得Softbank授權刊載旗下雜誌《DORIMAGA》（ドリマガ）的遊戲業界報導專欄。
- 2003年12月5日，於第71期中又再次附贈了遊戲展示DVD。
- 2004年10月22日，發行第116期，並第二次附贈東京電玩展的遊戲展示DVD。

本期也是《電玩e世代》最後一次以周刊形式問世，暫時休刊。
後來分別於2004年12月10日與2005年1月10日發行了兩本特刊之後，《電玩e世代》正式劃下句點。